# Biserica de lemn din Poiana, Iași
Biserica de lemn „Tăierea Capului Sfântului Ioan Botezătorul” este o biserică-monument aflată în satul Poiana, comuna Deleni, județul Iași, ctitorită în anul 1744.